# 駱恭
駱恭（英語：Lok Kung，1918年—1999年6月26日），原名駱迺琳。1950年代至1980年代之香港電影及電視演員。駱恭出生于香港，籍貫廣東花縣。

## 生平
駱恭曾從事教育界，於昔日位於旺角黑布街、現已遷往元朗的東華三院姚達之紀念小學（前名為九龍第一小學）任職教師。他的銀幕處男作是《風塵俠犬》（1953年10月，與麗兒的愛犬愛樂小姐合演，擔任反派男主角，飾演惡霸甘四爺），息影作《青春差館》（1985年8月），角色多樣化，由賊頭、老百姓、富翁、律師、探長、醫生、董事長、仙人等，一生參演約425齣電影。駱恭見證香港黑白片時代、彩色影片時代以至電視時代。後因病退休。1999年6月26日在伊利沙伯醫院病逝。

## 家庭親屬
- 50歲的駱恭（駱迺琳）在1968年6月12日（星期三）與在東華三院義學當教師的鄭心貞女士在香港大會堂婚姻註冊處舉行婚禮；當晚在九龍彌敦道新樂酒樓設婚宴[4][5]。鄭心貞女士於2012年逝世[6]。

- 長姪女駱友梅（《信報》創辦人之一）、長姪婿林行止（《信報》創辦人之一）、長姪兒駱應鈞（演員）、幼姪兒駱應淦（資深大律師）。

## 相關影視演員作品

### 電影
1. 養子當知父母恩（1953年）飾演 丁父
2. 風塵俠犬（1953年）飾演 惡霸甘四爺
3. 飄零女（1954年）
4. 如此人生（1954年）飾演 惡霸王老虎
5. 失足恨（1954年）
6. 真金不怕紅爐火 （1955年）
7. 大鬧粉粧樓 （1955年）
8. 家教（1955年）
9. 飛天螭蟧（1955年）
10. 人面桃花相映紅 （1956年）
11. 黑夜奇冤 （1956年）
12. 一片飛花 （1956年）
13. 棺材精生仔 （1957年）
14. 骨肉親情（上集）（1958年）
15. 骨肉親情（下集大結局）（1958年）飾演 經理何信明
16. 苦女江海燕（大結局）（1958年）
17. 玉女驚魂（1958年）
18. 玉女春情（1958年）
19. 殭屍月 （1958年）
20. 兩傻遊天堂 （1958年）
21. 鴛鴦谷 （1958年）飾演 羅父
22. 蓬門淑女（1958年）
23. 能言鳥 （1959年）
24. 琴姑（上集）（1959年）飾演 蔡伯牙
25. 青春樂 （1959年）
26. 鬥氣夫妻 （1959年）
27. 白娘娘借屍還魂（1959年）飾演 太乙真人
28. 過埠新娘（1959年）
29. 兩傻擒兇記 （1959年）
30. 玉女追蹤 （1960年）
31. 一夕驚魂 （1960年）
32. 女飛俠黃鶯 （1960年）飾演 向亦仁
33. 冷月寒梅（上集）（1960年）
34. 冷月寒梅（下集）（1960年）
35. 冷月寒梅（大結局）（1960年）
36. 苦海孤雛（1960年） 飾演 張伯
37. 冷暖親情（上集）（1960年）
38. 龍虎鬥江南（1960年）飾演 華山大俠葉長青
39. 溫暖在人間（1960年）
40. 我要活下去（1960年）
41. 紅粉冤情（1960年） 飾演 伍醫生
42. 五毒白骨鞭（1960年）
43. 雪峰魔女（1960年）
44. 望兒亭（下集）（1960年）飾演 忠伯
45. 女人是天神（1960年）
46. 風塵奇女子（1960年）
47. 鴛鴦江遺恨（上集）（1960年）
48. 鴛鴦江遺恨（下集）（1960年）
49. 苦心蓮（上集）（1960年）飾演 區森
50. 苦心蓮（下集）（1960年）飾演 區森
51. 考道（1960年）
52. 血屋驚魂（1960年）
53. 亞福對錯馬票 （1960年） 飾演 羅老闆
54. 苦海紅蓮 （1960年） 飾演 馬孟元
55. 血淚人生（1960年）
56. 夜夜杜鵑啼（1961年）
57. 活骷髏浴血五仙觀（1961年）
58. 金蘭花（上集）（1961年）
59. 青春熱（1961年）
60. 落霞孤鶩（1961年）
61. 火窟幽蘭（1961年）
62. 夜夜杜鵑啼（1961年）飾演 安超伯
63. 歷劫親情（1961年）
64. 倩女情俠（上集）（1961年）飾演 琴仙方玄
65. 鬱金香（1961年）
66. 天倫（下集）（1961年）
67. 羅剎嬌娃（1961年）
68. 兒女作冰人（1961年）
69. 兒女情深（1961年）飾演 余幹臣
70. 仙鶴神針（1961年）
71. 仙鶴神針（續集）（1961年）
72. 豪門孽債（1961年）
73. 山盟海誓（1961年）
74. 慈母千秋（1961年）
75. 雷克探案之血手凶刀（1961年）
76. 魚雁曲（1961年）
77. 情天未老（1961年）
78. 萬劫孤兒（1961年）飾演 趙盾
79. 仙鶴神針（大結局）（1962年）
80. 滿江紅（1962年）
81. 神秘的兇手（1962年）
82. 秋香怨（下集）（1962年）
83. 飄零孤鳳（1962年）
84. 臥龍山生死鬥（1962年）
85. 神偷情賊（下集）（1962年）
86. 血繡鞋（1962年）
87. 患難真情（1962年）
88. 好女嫁得有情郎（1962年）
89. 岳飛出世（1962年）飾演 李春
90. 春滿帝皇家（1962年）飾演 尚書
91. 琴台淚影（1962年）
92. 胭脂賊（1962年）
93. 倩女情俠（大結局）（1962年）飾演 方玄
94. 黃毛怪人（1962年）
95. 似水流年（1962年）飾演 雙俊人
96. 夫憑妻貴（1962年）
97. 新夜光杯（1962年）飾演 王輝
98. 魔影驚魂（1962年）
99. 多計姑娘（1962年）
100. 雙星淚（1962年）
101. 魔鏡神珠（下集）（1962年）飾演 李金福
102. 神偷情賊（上集）（1962年）
103. 公主與七小俠（1962年）
104. 苦海明珠（1962年）
105. 奪魄橫財（1962年）飾演 友信
106. 門當戶對（1962年）
107. 魔鏡神珠（上集）（1962年）飾演 李金福
108. 仙鶴神針新傳（上集）（1962年）
109. 新姊妹花（1962年）
110. 雙鳳仇（1962年）飾演 軍需處長
111. 狂人塔（上集）（1963年）飾演 朱錦齋
112. 豪門怨（1963年）飾演 許廳長
113. 冷秋薇（下集）（1963年）
114. 灕江河畔血海仇（下集）（1963年）
115. 夜半人狼（1963年）飾演 蔡金聲
116. 紅粉金剛（1963年）飾演 王探長
117. 清宮劍影錄（上集）（1963年）飾演 迦葉尊者
118. 斷腸花（1963年）
119. 情俠華雲龍（1963年）
120. 恩怨情天（1963年）
121. 薄命紅顏（1963年）
122. 鐵馬神龍（1963年）
123. 半劍一鈴（上集）（1963年）
124. 清宮劍影錄（下集）（1963年）飾演 迦葉尊者
125. 999我是兇手（1963年）
126. 火燒紅蓮寺（下集）（1963年）
127. 一對好冤家（1963年）
128. 八表雄風（1963年）飾演 于叔初
129. 妙賊 (1963年)
130. 金石盟（1963年）
131. 東江女霸王（1963年）
132. 冷秋薇（上集）（1963年）飾演 郭伯年
133. 仙鶴神針新傳（下集）（1963年）
134. 定天神劍（1963年）飾演 趙世傑
135. 彩鳳驚魂（1963年）飾演 碧琪父-李湘甫
136. 碧血金釵（上集）（1963年）
137. 金夫人（1963年）
138. 仙劍神魔（下集）（1963年）
139. 豹山神鶴劍（1963年）
140. 灕江河畔血海仇（上集）（1963年）
141. 昨夜夢魂中（1963年）飾演 雷金銘/雷子明
142. 臥虎藏龍（1963年）
143. 七劍震江湖（1963年）飾演 追雲叟朱劍虹
144. 復活玫瑰（1963年）
145. 兒女恩仇（1963年）
146. 劍神傳（上集）（1963年）飾演 於叔初
147. 滴滴慈母淚（1963年）
148. 仙劍神魔（上集）（1963年）
149. 秋鳳（上集）（1963年）
150. 秋鳳（下集）（1963年）
151. 秦淮世家（1963年）
152. 骨肉恩情（1963年）飾演 經理何信明
153. 萬毒金蟬（1963年）飾演 劉純仁
154. 狂人塔（上集）（1963年）
155. 斷腸花（1963年）飾演 陳經理
156. 如來神掌（上集）（1964年）
157. 如來神掌（二集）（1964年）
158. 如來神掌（三集）（1964年）飾演 裘沖
159. 如來神掌（四集）（1964年）
160. 南北英雄兒女情（1964年）飾演 陳尚德
161. 孽債親情（1964年）
162. 頭獎馬票（1964年）
163. 死亡角之夜（1964年）
164. 鬼兇手（1964年）飾演 醫生
165. 海角驚魂（1964年）飾演 杜存仁
166. 工廠玫瑰（1964年）
167. 流浪小天使（1964年）
168. 雪花神劍（上集）（1964年）飾演 張一平
169. 雪花神劍（三集大結局）（1964年）飾演 張一平
170. 雪花神劍（大結局）（1964年）飾演 張一平
171. 玫瑰夫人（1964年）飾演 沈雄
172. 大飯店（1964年）
173. 郎心如鐵（1964年）飾演 經理
174. 神劍王子（1964年）飾演 新月國國王
175. 錦繡天堂（1964年）
176. 女俠脫脫兒（上集）（1964年）飾演 林斯真
177. 乖孫（1964年）
178. 七寶金剛劍（1964年）
179. 大丈夫日記（下集）（1964年）
180. 大少奶（1964年）
181. 四兒女(上集)（1964年）飾演 余仲朝
182. 四兒女（下集）（1964年）飾演 余仲朝
183. 情海幽蘭（1964年）飾演 施東榮－老爺
184. 鬼馬家姐（1964年）飾演 莊父
185. 騎樓底新娘（1964年）
186. 十三號情報員（1964年）飾演 酒井
187. 情與愛（1964年）
188. 999毒天鵝（1964年）飾演 鍾山
189. 滿堂吉慶（1964年）
190. 俏冤家（1964年）飾演 董事長
191. 舊愛新歡（1964年）
192. 學生王子（1964年）
193. 女大女世界（1964年）
194. 一劍恩仇（1964年）飾演 史雲程
195. 摩登二世祖（1964年）
196. 人咬狗（1964年）飾演 何經理
197. 鬼新娘（1964年）飾演 素瑛父
198. 孝子賢孫（1964年）飾演 郭士崇
199. 一味靠滾（1964年）
200. 花花公子（1964年）
201. 男婚女嫁（1964年）
202. 一樓十四伙（1964年）飾演 曾父
203. 密碼間諜戰（1964年）
204. 鄉里夫人（1964年）飾演 鍾伯
205. 999神秘雙屍案（1965年）飾演 姚天翔
206. 天堂、地獄、水晶宮（1965年）飾演 玉帝
207. 萍嫂（下集）（1965年）飾演 校長
208. 黑色的假期（1965年）飾演 劉克
209. 無字天書（1965年）
210. 八荒英雄傳（上集）（1965年）
211. 珍珠淚（1965年）
212. 情長義更長（1965年）
213. 恩義難忘（1965年）
214. 特務黑蜘蛛（1965年）飾演 馮漢輝
215. 追兇記（1965年）
216. 喜結未了緣（1965年）
217. 武林第一劍（1965年）
218. 情海金枝（1965年）
219. 鐵劍朱痕（上集）（1965年）
220. 鐵劍朱痕（下集）（1965年）
221. 聖劍風雲（上集）（1965年）飾演 一皇皇甫狐
222. 聖劍風雲（下集）（1965年）飾演 一皇皇甫狐
223. 原來我負卿（1965年）
224. 木屋沙甸魚（1965年）飾演 周福祥
225. 情天劫（1965年）飾演 黃建成
226. 玉女英魂（上集）（1965年）
227. 玉女英魂（下集）（1965年）飾演 可真大師
228. 女生外向（1965年）
229. 鐵金剛狗場追兇（1965年）飾演 馬度士
230. 八荒英雄傳（下集）（1965年）
231. 六指琴魔（上集）（1965年）
232. 月光光（1965年）
233. 出嫁從妻（1965年）
234. 紅色響尾蛇（1965年）飾演 情報局長
235. 雙十年華（1965年）飾演 徐友德
236. 標準丈夫（1965年）飾演 雷恭直
237. 紫電神風劍（1965年）飾演 縣官
238. 七個脂胭虎（1965年）
239. 荒江三女俠（1965年）
240. 冷梅情淚（1965年）
241. 萍嫂（上集）（1965年）
242. 受薪姑爺（1965年） 飾演 丁晚成
243. 人鬼恩仇（1965年）
244. 999離奇三兇手（1965年）
245. 女賊金蝴蝶（1965年）飾演 雷翼鵬
246. 手車夫之戀（1965年）
247. 戰地奇女子（1965年）飾演 崗田
248. 真假情人（1965年）
249. 張愛蘭巧破黑手黨（1965年）
250. 海棠紅（1965年）飾演 楊父
251. 一滴俠義血（上集）（1965年）飾演 謝天行
252. 海角幽蘭（1965年）
253. 巫山夢斷相思淚（1965年）
254. 血染蝴蝶山（1965年）飾演 丁柏翔
255. 老夫子（1965年）
256. 愛情永遠在懷念中（1965年）
257. 罪人（下集）（1965年）
258. 金蝙蝠（1966年）
259. 秘密客（1966年）
260. 白頭情侶（1966年）飾演 古壽南
261. 傻大姐捉賊（1966年）飾演 余德仁
262. 火龍神珠（1966年）飾演 薛玄冥
263. 真假金蝴蝶（1966年）飾演 雷翼鵬
264. 深閨夢裡人（1966年）飾演 金大堅
265. 通天曉（1966年）
266. 鐵膽（1966年）
267. 黑玫瑰與黑玫瑰（1966年）
268. 雙鳳旗（上集）（1966年）
269. 雙鳳旗（下集）（1966年）
270. 太平山八仙奇遇（1966年）飾演 玉帝
271. 肉搏明月灣（1966年）
272. 一水隔天涯（1966年）
273. 通緝令（1966年） 飾演 代局長
274. 四姊妹（1966年）
275. 劫火紅蓮（上集）（1966年）
276. 劫火紅蓮（下集）（1966年）
277. 千手奇女子（1966年）飾演 川父/鄭大川
278. 殘花淚（1966年）
279. 斷臂神龍劍（1966年）
280. 金蝙蝠尋寶復仇（1966年）飾演 九天童子
281. 神秘的血案（1966年）飾演 雷探長
282. 警網擒兇（1966年）飾演 馮百全
283. 影迷公主（1966年）
284. 金嬌銀更嬌（1966年）
285. 兩湖十八鏢（上集）（1966年）飾演 郭大福
286. [[兩湖十八鏢（下集）（1966年）飾演 郭大福
287. 姑娘十八一朵花 （1966年） 飾演 李俊年
288. 遺產一百萬（1966年）
289. 鐵血恩仇錄（下集）（1966年）飾演 李敬棠
290. 殺人花（1966年）
291. 情人的眼淚（1966年）
292. 斷腸玫瑰（1966年）飾演 百中
293. 郎心何太（1966年）
294. 自作多情（1966年）飾演 方壽
295. 孝女珠珠（1966年）
296. 天涯芳草（1966年）飾演 王鎮長
297. 法網情絲（1966年）
298. 播音王子（1966年）
299. 彩色青春（1966年）飾演 過江龍
300. 發財鑽石寶（1966年）
301. 碧落紅塵（上集）（1966年）
302. 碧落紅塵（下集）（1966年）
303. 碧落紅塵（大結局）（1966年）
304. 鐵血恩仇錄（上集）（1966年）飾演 李敬棠
305. 百步迷蹤掌（下集）（1966年）飾演 芬父
306. 賊美人（1966年）飾演 胡醫生
307. 小康之家（1966年）飾演 汪父
308. 金鈕扣（1966年）
309. 藍色夜總會（1967年）飾演 江伯周
310. 貓眼女郎（1967年）
311. 姐姐的情人（1967年）
312. 新馬仔拍拖被辱（1967年）飾演 方日龍
313. 漁港恩仇（1967年）
314. 女探黑天鵝（1967年）
315. 七公主（上集）（1967年）飾演 二陽子
316. 閃電煞星（1967年）飾演 探長
317. 一見痴情（1967年）飾演 周作雄
318. 莫負青春（1967年）飾演 程德泉
319. 女鐵膽（1967年）飾演 李仲鶴
320. 一步一驚心（1967年）飾演 金大海
321. 紅粉金剛（1967年）飾演 專家
322. 嬌妻（1967年）飾演 陳榮
323. 我愛阿哥哥（1967年）
324. 情種（1967年）
325. 怪俠一枝梅（1967年）
326. 玉女飛龍（1967年）
327. 空中女殺手（1967年）飾演 黎探長
328. 黃飛鴻虎爪會群英（1967年）飾演 孟龍
329. 大師姐（1967年）飾演 吳仲淦
330. 情花朵朵開（1967年）飾演 王展
331. 人海奇花（1967年）飾演 任飛龍
332. 藍色毒黃蜂（1967年）飾演 鍾鼎
333. 旺財嫂（1967年）飾演 李父
334. 兔女郎（1967年）飾演 老爺
335. 玉面女殺星（1967年）飾演 探長
336. 苦海驕兒（1967年）飾演 羅秉權
337. 歡樂歌聲處處聞（1967年）飾演 龍錦堂
338. 飛賊金絲貓（1967年）
339. 玉女的秘密（1967年）
340. 少女情（1967年）
341. 玉女金剛（1967年）飾演 溫祖善
342. 女賊金燕子（1967年）
343. 小媳婦（1967年）飾演 滿堂
344. 黑野貓霸海揚威（1967年）飾演 厲教授/幪面首領
345. 天劍絕刀（1967年）飾演 少林高僧
346. 女黑俠威震地獄門（1967年）
347. 黑殺星（1967年）
348. 金色聖誕夜（1967年）
349. 粉紅色炸彈（1967年）飾演 警長
350. 多情妙賊（1968年）飾演 錢伯棠
351. 歡樂滿華堂（1968年）飾演 余經理
352. 如來神掌劈魔平九派（1968年）
353. 紫色風雨夜（1968年）
354. 初歸新抱（1968年）
355. 黃飛鴻肉搏黑霸王（1968年）飾演 蘇大容
356. 玉女心（1968年）
357. 愛他,想他,恨她!（1968年）飾演 華父
358. 紅鸞星動（1968年）飾演 齊達才
359. 情人不要忘記我（1968年）飾演 呂父
360. 如來神掌再顯神威（1968年）
361. 賊千金（1968年）
362. 鐵血火龍令（1968年）飾演 薛玄冥
363. 四色復仇劍（1968年）
364. 武林大決鬥（1968年）飾演 陸元彪
365. 矇查查發達（1968年）飾演 吳清楚
366. 奪命刀（1968年）
367. 紅葉戀（1968年）
368. 天狼寨（1968年）
369. 青春玫瑰（1968年）飾演 林方
370. 冬戀（1968年）飾演 安莉父
371. 黃飛鴻威震五羊城（1968年）飾演 總督大人岑春煊
372. 玉樓三鳳（1968年）飾演 詹父
373. 天劍絕刀（大結局）（1968年）
374. 李後主（1968年）
375. 小五義大破銅網陣（1968年）
376. 快樂年年（1968年）飾演 楊大成
377. 五月的紅唇（1968年）飾演 洪主任
378. 花樣的年華（1968年）飾演 江永昌
379. 給我一個吻（1968年）
380. 玉女痴情（1968年）
381. 鐵二胡（1968年）
382. 浪子佳人（1969年）
383. 峨嵋霸刀（1969年）
384. 相思甜如蜜（1969年）飾演 董宏信
385. 七彩姑娘十八一朵花（1969年）
386. 蔓莉蔓莉我愛你（1969年）
387. 花月爭輝（1969年）飾演 李守富
388. 黃飛鴻巧奪鯊魚青（1969年）飾演 袁德慶
389. 餐搵餐食餐餐有（1969年）飾演 總經理
390. 銀刀血劍（1969年）
391. 成家立室（1969年）
392. 玫瑰芍藥海棠紅（1969年）
393. 飛男飛女（1969年）飾演 華探長
394. 得左（1969年）飾演 周公
395. 髮紅姑（1969年）
396. 小武士（1969年）
397. 合歡歌舞慶華年（1969年）飾演 李仲超
398. 多情高竇貓（1969年）飾演 游翰伯
399. 七彩天堂（1969年）
400. 江湖第一劍（1969年）
401. 飛女正傳（1969年）
402. 郎如春日風（1969年）
403. 神貓（1969年）
404. 雌雄妙賊（1969年）
405. 紅燈綠燈（1969年）
406. 雙鎗沙膽標（1969年）
407. 玉女劍（1969年）
408. 黃飛鴻虎鶴鬥五狼（1969年）飾演 趙振強
409. 名劍天驕（1969年）
410. 一劍香（1969年）
411. 七彩紅男綠女（1969年）
412. 銅皮鐵骨（1969年）
413. 不敢回家的少女（1970年）
414. 神探一號（1970年）
415. 三殺手（1970年）
416. 歡樂人生（1970年）
417. 昨天今天明天（1970年）
418. 蔡李佛勇擒色魔（1970年）飾演 三師叔
419. 重逢（1971年）
420. 鈔票與我（1971年）
421. 血爪（1971年）
422. 兇手一二三（1972年）
423. 仙女下凡（1972年）
424. 搖錢樹（1973年）
425. 丹麥嬌娃（1973年）
426. 英雄榜（1973年）
427. 目中無人（1973年）
428. 蕩女奇行（1973年）
429. 愛慾奇譚（1973年）
430. 香港式的偷情（1973年）
431. 三美挑情（1973年）
432. 應召男郎（1974年）
433. 怪人怪事（1974年）
434. 阿福正傳（1974年）
435. 一年幽夢（1974年）
436. 阿牛入城記（1974年）
437. 猴拳寇四（1974年）
438. 鐵金剛大破紫陽觀（1974年）
439. 販賣人口（1974年）
440. 水為財（1974年）
441. 肉蒲團（1975年）
442. 雙星伴月（1975年）
443. 蠱惑佬尋春（1975年）
444. 醒目雙星香港淘金記（1975年）
445. 蠱惑女光棍才（1975年）
446. 老夫子（1975年）
447. 名女人奇異錄（1976年）
448. 下流社會（1976年）
449. 花心三少騷銀姐（1976年）
450. 阿牛發達記（1976年）
451. 李小龍與我（1976年）
452. 投胎人（1976年）
453. 哈哈笑（1976年）
454. 星座奇趣錄（1976年）
455. 滾女搵老襯（1977年）
456. 鬼影神功（1979年）
457. 風水二十年（1983年）
458. 青春差館（1985年）[7]

### 電視劇
麗的電視
1. 駱恭在1969年5月接替李鵬飛，為麗的電視節目《我是偵探》，飾演探長[8]。

無綫電視
1. 無綫電視廣播有限公司TVB電視劇《民間傳奇》故事系列（1970年代）
2. 無綫電視廣播有限公司TVB電視劇《巫山盟》（1975年）
3. 無綫電視廣播有限公司TVB電視劇《書劍恩仇錄》（1976年）飾 馬善均
4. 無綫電視廣播有限公司TVB電視劇《陸小鳳》之《金鵬之謎》（1976年）飾 大金鵬王
5. 無綫電視廣播有限公司TVB電視劇《陸小鳳》之《決戰前後》（1977年）飾 平南王
6. 無綫電視廣播有限公司TVB電視劇110集長劇《家變》（1977年）[9]  飾 馬有財
7. 無綫電視廣播有限公司TVB電視劇《倚天屠龍記》（1978年）飾 空見
8. 無綫電視廣播有限公司TVB電視劇《楚留香》（1979年）飾 天峰大師
9. 無綫電視廣播有限公司TVB電視劇《衝擊》（1980年）飾 潘學熙之父
10. 無綫電視廣播有限公司TVB電視劇《亂世兒女》（1980年）
11. 無綫電視廣播有限公司TVB電視劇《京華春夢》（1980年）
12. 無綫電視廣播有限公司TVB電視劇《上海灘龍虎鬥》（1980年）飾 紀先勇之父
13. 無綫電視廣播有限公司TVB電視劇《英雄出少年》（1981年）飾 少林僧人
14. 無綫電視廣播有限公司TVB電視劇《顛鳳狂龍》（1982年）
15. 無綫電視廣播有限公司TVB電視劇《萬水千山總是情》（1982年）飾 周律師
16. 無綫電視廣播有限公司TVB電視劇《香城浪子》（1982年）飾 應斐航
17. 無綫電視廣播有限公司TVB電視劇《星塵》（1982年）飾 電影公司老闆

## 曾合作之演藝界人士
男演員
| 楚原   | 關海山 | 張清   | 麥基   | 曹達華 | 周吉   | 朱江   | 胡楓   |
| 譚炳文 | 張活游 | 張瑛   | 石堅   | 曾江   | 謝賢   | 黃新   | 呂奇   |
| 高魯泉 | 鄭君綿 | 吳楚帆 | 黃元申 | 陳振華 | 鄧光榮 | 張英才 | 西瓜刨 |

女演員
| 林鳳   | 陳寶珠 | 蕭芳芳 | 羅蘭   | 于素秋 | 馮素波 | 白燕   | 馮寶寶 |
| 李香琴 | 狄娜   | 沈殿霞 | 鄭孟霞 | 黎少芳 | 南紅   | 黃曼梨 | 鄧碧雲 |
| 鳳凰女 | 雪妮   | 嘉玲   | 汪明荃 | 高妙思 |        |        |        |

## 外部連結
- 駱恭在互联网电影资料库（IMDb）上的資料（英文）
- 駱恭在香港影庫上的簡介
- 香港電影資料館：駱恭（駱迺琳）參演電影的記錄[永久]
- 坐在輪椅上的駱恭（駱迺琳）的演出片斷
- 穿著銀灰西裝的駱恭（駱迺琳）的演出片斷 （页面存档备份，存于）

## 其他參考資料/參考來源
1. ↑  香港《華僑日報》，1966年1月9日（星期日），第二張，第二頁。駱母余太夫人訃聞。
2. ↑  香港《工商日報》，1966年1月9日（星期日），第5頁。駱存斌駱恭 令堂明出殯。
3. ↑  1999年6月27日，香港《蘋果日報》
4. ↑  香港《華僑日報》，1968年5月24日（星期五），第四張，第四頁。粵語影星駱恭 下月舉行婚禮。
5. ↑  香港《華僑日報》，1968年6月17日（星期一），第四張，第四頁。駱恭五十始乘龍 歡宴親朋喜滿堂。
6. ↑  . 2012年9月  [2021年7月25日].
7. ↑  http://ipac.hkfa.lcsd.gov.hk:81/ipac20/ipac.jsp?session=12HS0854P8935.1622&profile=hkfa&uri=full=3100018@!8120@!1&ri=1&aspect=basic_search&menu=search&source=192.168.110.61@!horizon&ipp=20&staffonly=&&aspect=basic_search&menu=search&ri=1%5B%5D
8. ↑  香港《華僑日報》，1969年5月28日（星期三），第六張，第二頁。駱恭主演 我是偵探。
9. ↑  .   [2009-02-27]. （原始内容存档于2016-11-26）. （页面存档备份，存于）